# Rudolf Steiner

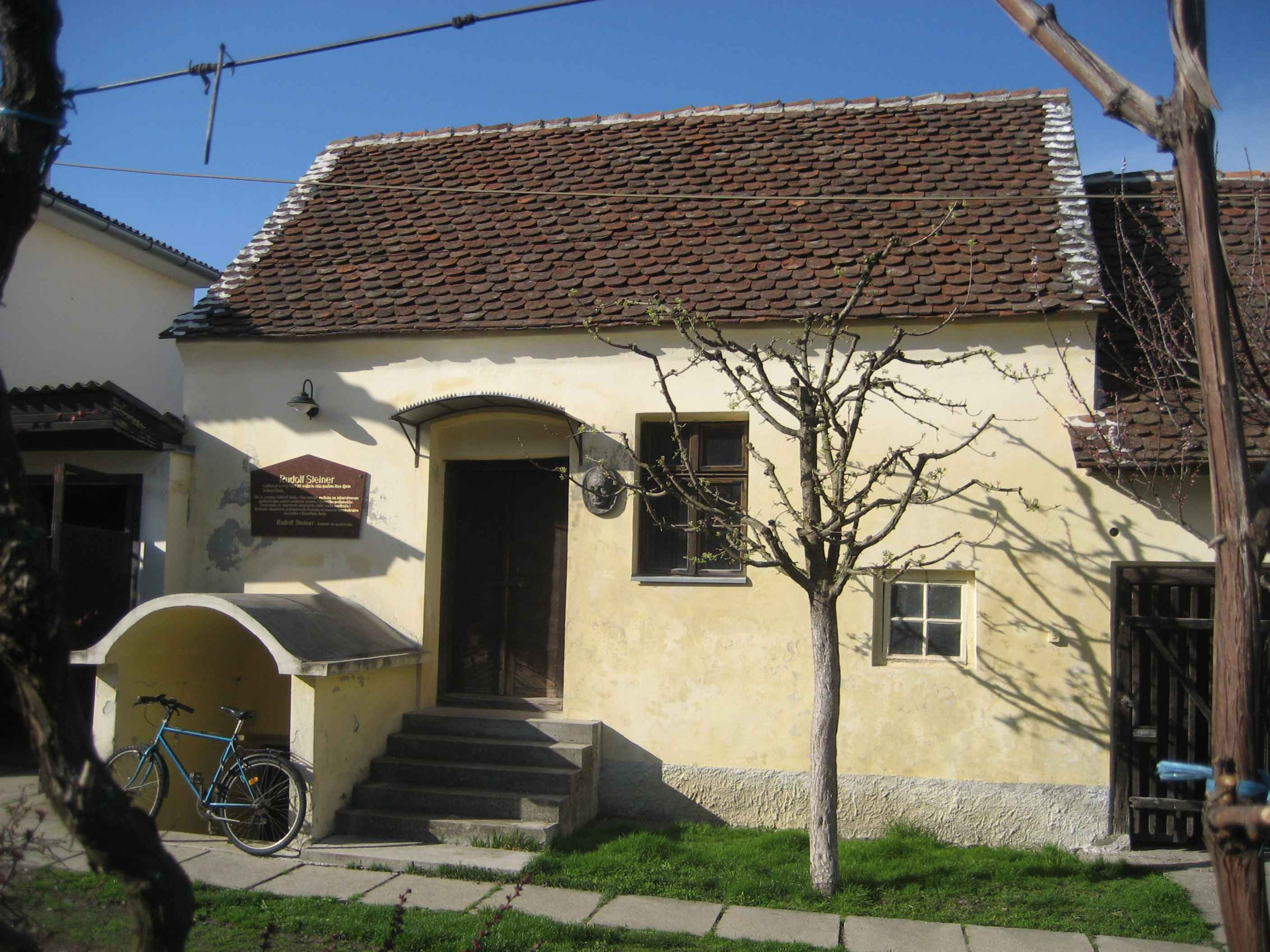
Rudolf Steiners födelsehem i Donji Kraljevec.

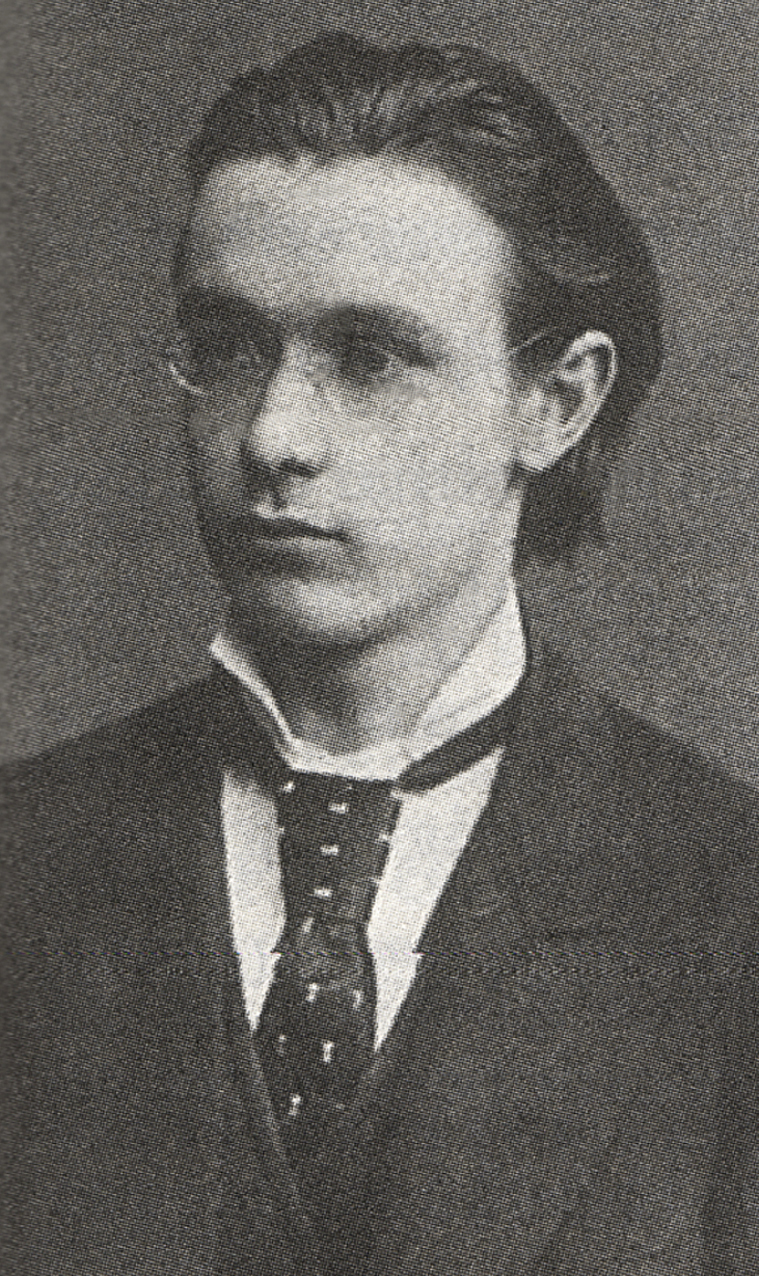
Rudolf Steiner 21 år 1882.

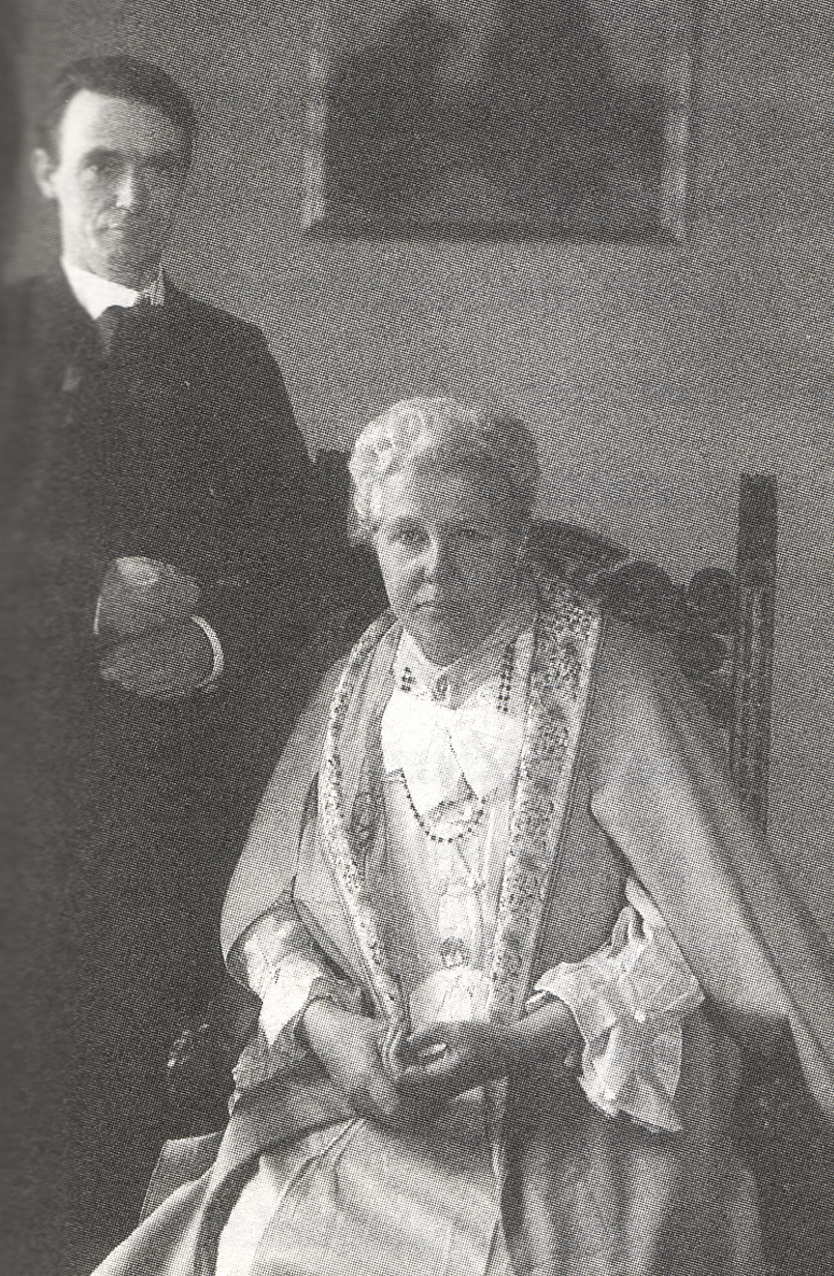
Rudolf Steiner och Annie Besant, ledare för Teosofiska sällskapet 1907.

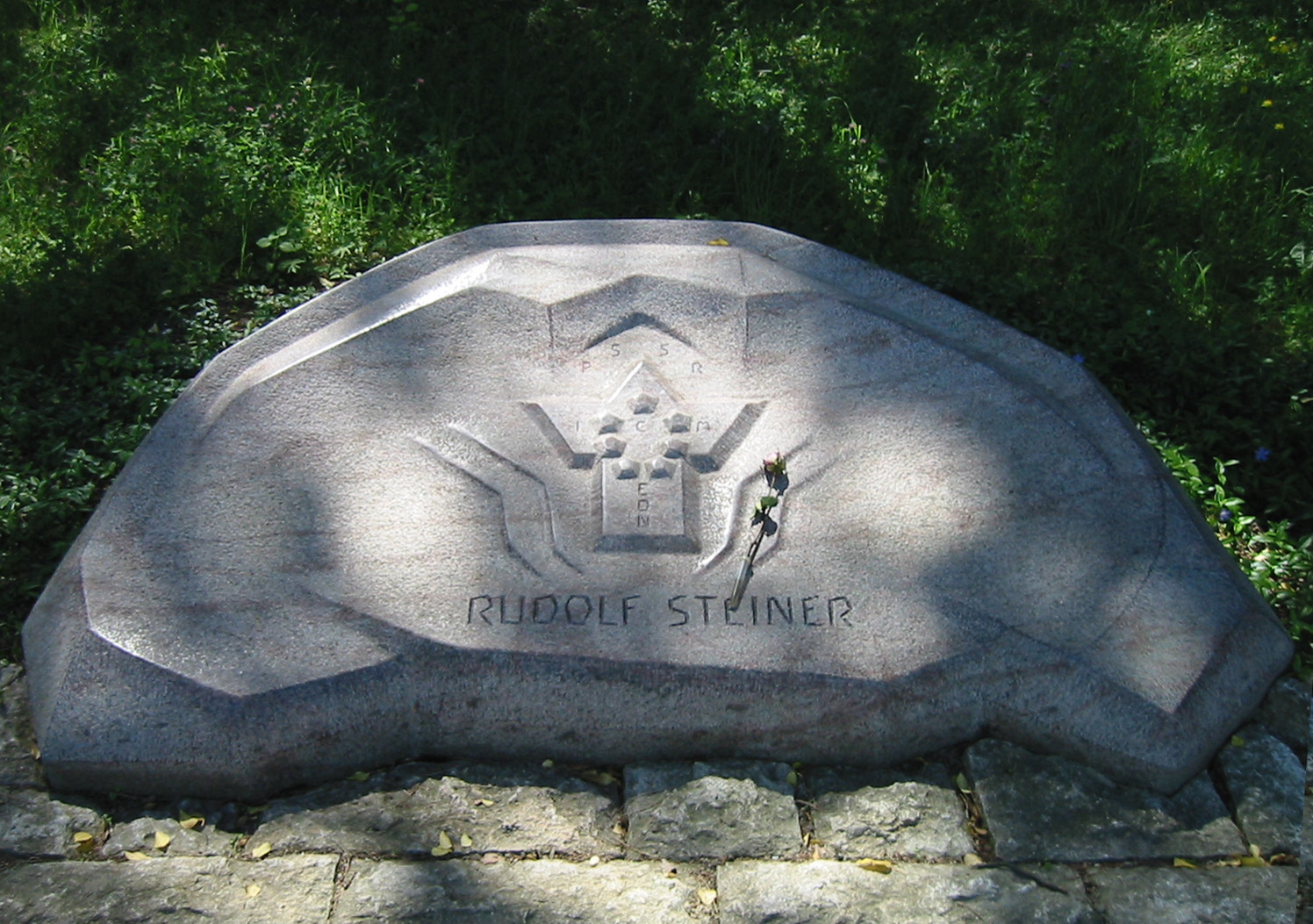
Rudolf Steiners gravsten vid Goetheanum.

Rudolf Joseph Lorenz Steiner, född 25 februari 1861 i Donji Kraljevec i Österrike-Ungern (nuvarande Kroatien), död 30 mars 1925 i Dornach i Schweiz, var en österrikisk filosof, litteraturvetare, pedagog, konstnär, arkitekt, dramatiker, social tänkare, och esoteriker. Han grundade antroposofin, waldorfpedagogiken, biodynamisk odling och antroposofisk medicin.

## Biografi
Barndomen tillbringade Rudolf Steiner i närheten av Wien, i Steiermark och i Burgenland. Från 18 års ålder studerade han matematik, fysik, kemi och naturhistoria vid Tekniska Högskolan i Wien. Men han åhörde också föreläsningar av filosofen Franz Brentano vid universitetet i Wien.
På förslag av den vid tiden kände germanisten Karl Julius Schröer fick Steiner vid 21 års ålder, 1882, uppgiften att publicera Goethes naturvetenskapliga arbeten i Joseph Kürschners utgåva av tysk nationallitteratur. Som del av arbetet publicerade han 1886 Grundlinjer till en kunskapsteori enligt Goethes världsåskådning.
Från 1884 till 1890 försörjde han sig som privatlärare i en välbeställd affärsfamilj i Wien. Till hans verksamheter under perioden hörde också att skriva vetenskapliga artiklar för Pierer's Universal-Lexikon, där han bidrog med ett antal artiklar om geologi och mineralogi. Encyklopedin, som strävade efter att sammanfatta totaliteten av sin tids kunskap, betraktades av en del som den mest värdefulla och pålitliga vetenskapliga encyklopedin på tyska.
1891 doktorerade han vid Rostocks universitet på en avhandling om epistemologins grundläggande frågor, särskilt i förhållande till Fichtes vetenskapsfilosofi.
År 1890 inbjöds han att arbeta vid Goethe- och Schillerarkiven i Weimar, som vid tiden var Tysklands kulturella centrum, och gavs ansvaret att redigera Goethes naturvetenskapliga arbeten för Sophienutgåvan av Goethes verk. Arbetet avslutades 1897, då han flyttade till Berlin.
Under tiden i Weimar redigerade han också och publicerade Schopenhauers samlade verk i 12 volymer och Jean Pauls arbeten i åtta volymer. I serien Klassiska Berlinutgåvor ("med inledningar av välkända litteraturhistoriker"), publicerade och introducerade han Wielands och Uhlands arbeten. 1894 publicerade han Frihetens filosofi, den filosofiska grunden för sina senare arbeten.
I Berlin publicerade och redigerade han skrifterna Magasin för litteratur från 1897 till 1900, och Dramaturgiska blad, det officiella organet för Tyska Scenförbundet. Under och efter perioden utvecklade han en omfattande föredrags- och undervisningsverksamhet inom ramen för ett antal litterära och vetenskapliga sammanslutningar. Han var också aktivt verksam i Föreningen mot antisemitism i Berlin som del av sin återkommande kritik från 20-årsåldern mot sin tids antisemitism.
Vid 500-årsjubileet av Gutenberg i juni 1900 ombads han att hålla ett högtidstal till 7000 sättare och tryckare på lokalen Cirkus i Berlin. Från 1899 till 1904 arbetade han som lärare i historia, litteratur, talekonst och olika vetenskaper vid Arbetarskolan i Berlin, som hade grundats av socialdemokraten Wilhelm Liebknecht. Från 1899 var han gift med Anna Eunicke, fram till hennes död 1911.
Genom sitt arbete från 1880-talet och fram till sekelskiftet blev han välkänd långt utanför Tysklands gränser som vetenskapsman och kulturpersonlighet.

## Eftermäle
Asteroiden 10356 Rudolfsteiner är uppkallad efter honom.

## Teosofi
Med sekelskiftet tog hans liv en ny riktning. 1901–1902 inbjöds han att hålla två föredragsserier i greven och grevinnan Brocksdorffs Teosofiska bibliotek. På bas av föredragen, som senare utgavs i en av Steiner själv bearbetad form som Mystiken vid nya tidens början och Kristendomen som mystisk verklighet, utvecklade han i en första form under det följande decenniet vad han kallade en antroposofisk andevetenskap (kulturvetenskap, humaniora), baserad på den idealistiska traditionen i filosofin med rötter hos Aristoteles, Platon och Thomas av Aquino.
Det skedde från 1902 inom ramen för tyska sektionen av ett av de två teosofiska sällskapen vid tiden, ledd av Annie Besant (1847–1933), för vilken han omedelbart blev dess generalsekreterare och en av dess främsta talesmän. Som krav för att ta på sig uppgiften angav han, att han enbart skulle kunna tala utifrån sina egna andliga undersökningar.
Steget att börja utveckla och presentera vad han beskrev som resultat av andlig forskning chockerade många av dem som fram till dess hade kommit att lära känna honom som en respekterad vetenskapsman och kulturpersonlighet.
Hans närmaste medarbetare och senare livspartner blev från 1902 Marie von Sievers (1914 Marie Steiner). Hon gjorde det möjligt för honom att förverkliga sina konstnärliga strävanden.
1906 bildar Steiner logen Mystica Aeterna efter tillstånd från Theodor Reuss, en av grundarna av O.T.O, en orden bildad vid samma tid i anslutning till men fristående från frimurarorden som förebild. Den upphör vid krigsutbrottet 1914.
1907 och 1909 satte han upp två dramer av den franske författaren och poeten Edouard Schuré, översatta av Marie Steiner. Det blev startpunkten för fyra mysteriedramer av Steiner, som sattes upp första gången i München 1910, 1911, 1912 och 1913.

## Antroposofi
År 1912 bröt han emellertid med den teosofiska huvudströmningen och följdes av majoriteten av den tysktalande sektionen. Anledningen var att Besant förklarade den unge Krishnamurti - en gosse som man "upptäckt" i norra Indien - som reinkarnationen av Kristus. Enligt Steiner var Kristi liv på jorden en engångshändelse, och han betraktade presentationen av någon som en återfödd Kristus som ett grundläggande missförstånd. Senare avsade sig också Krishnamurti själv den roll han tilldelats och lämnade Teosofiska Samfundet 1929.
Omedelbart efter brytningen grundlade medarbetare till Steiner ett Antroposofiska Sällskapet i Tyskland. Medan Steiner fortsatte att verka som lärare och föredragshållare hade han ingen formell position i sällskapet och var inte ens medlem av det.
1912 initierade han också en ny rörelsekonst, eurytmin, som del av den allmänna utvecklingen inom konsterna vid tiden, i en liknande anda som Isadora Duncan, betraktad som upphovsman till den moderna dansen.
Strax efter första världskrigets utbrott flyttade den antroposofiska rörelsens centrum till orten Dornach, söder om Basel i Schweiz, där man erbjudits ett område för uppförandet av en särskild scenbyggnad för uppförandet av Steiners mysteriedramer.
Tillsammans med en ny form av talgestaltning, utvecklad i samarbete med Marie von Sievers, kom eurytmin att utgöra fokus för arbetet vid scenen vid Goetheanum i Dornach. Goetheanum ritades av Steiner och byggdes under hans överinseende mellan 1913 och 1919.
1918, när en revolution ägde rum, inte bara i Ryssland, utan också i Tyskland och hotade att upplösa samhället, presenterade Steiner förslag till en tregrenad differentiering av samhället som en väg in i framtiden. Idén fokuserade på utvecklingen av frihet på kulturområdet, jämlikhet på politikens och lagstiftningens område och ett globalt inriktat broderskap på ekonomins område. Han bedrev en omfattande föredragsverksamhet för att sprida idén, vilket ledde till en rörelse för social tregrening. Den tyske utrikesministern Walter Simons anges ha uttalat att den sociala tregreningen var det enda botemedlet mot bolsjevismen.
1919 ledde det till grundandet av den första fria Waldorfskolan i Stuttgart på initiativ av Emil Molt, ägare och ledare för cigarettfabriken Waldorf-Astoria där. Skolan blev modell för Waldorfrörelsen, och det finns idag[när?] cirka 1 600 Waldorförskolor och omkring 1 000 Waldorf- eller Rudolf Steinerskolor,  inklusive skolor för vuxenundervisning, runt världen.
Steiners idéer om en medveten tregrenad social differentiering av samhället har varit en av de huvudsakliga inspirationskällorna för Nicanor Perlas, en av tre mottagare av Right Livelihood Award 2003 och ledare för Center for Alternative Development Initiatives (CADI) i Manila, och andra aktivister för det civila samhället.
Steiner gav också uppslag för en läkande pedagogik för socialt- och utvecklingsstörda (läkepedagogik), för en utvidgning av medicinen, för en förnyelse av jordbruket i form av en biodynamisk odling och andra praktiska livsområden. Det har lett till grundläggandet av ett stort antal institutioner och företag runt världen, som baseras på hans idéer.
Vid nyårsafton 1922–1923 brann Goetheanum, som helt var byggd i trä, ner till grunden, sannolikt som ett resultat av mordbrand.[källa behövs] Fram till sin död 1925 kunde Steiner bara bygga en externmodell av ett andra Goetheanum, som senare kom att uppföras i betong, som ett minnesmärke över det första Goetheanum. Sedan 1938 är den fullständiga versionen av Goethes Faust (båda delar) ett av de dramer som regelbundet uppförs vid Goetheanum.
1923–1924 initierade Rudolf Steiner grundandet av ett allmänt antroposofiskt sällskap och en högskola för andlig forskning, avsedd att få tre klasser. Från och med den andra klassen skulle logearbetet återupptas i ny form. Bara en del av den förberedande, första klassen kom emellertid till stånd före hans död och arbetet har inte vidareutvecklats sedan dess. 1924 nådde hans föredragsverksamhet en kulmen och han höll 330 föredrag från början av året fram till september, då han som resultat av utmattning upphörde med all offentlig verksamhet och blev sängliggande. Han dog sex månader senare, den 30 mars 1925, i Dornach.